# L'Avalanche (film)
Pour les articles homonymes, voir Avalanche (homonymie).
Pour plus de détails, voir Fiche technique et Distribution.
L'Avalanche (Die Lawine) est un film muet autrichien réalisé par (Michael Curtiz, né Mihály Kertész) en 1923.

## Synopsis

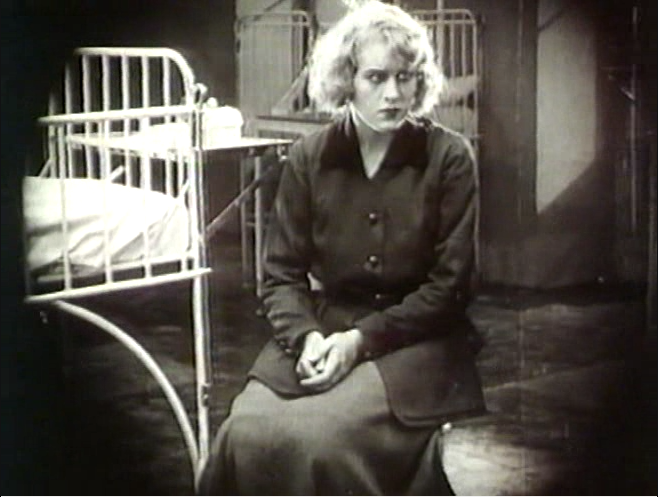
Mary Kid

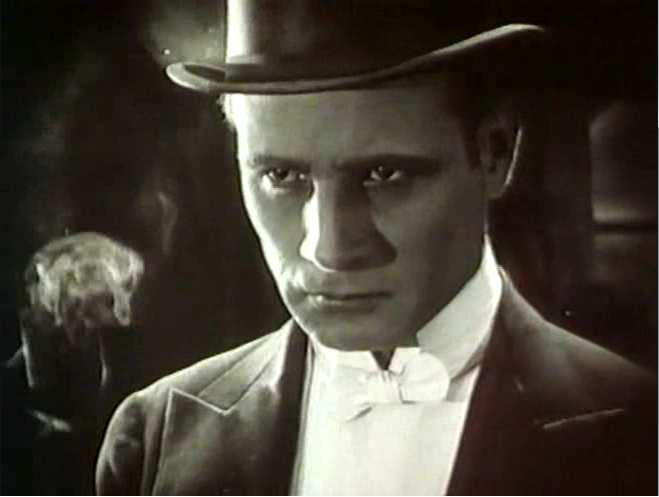
Mihály Várkonyi

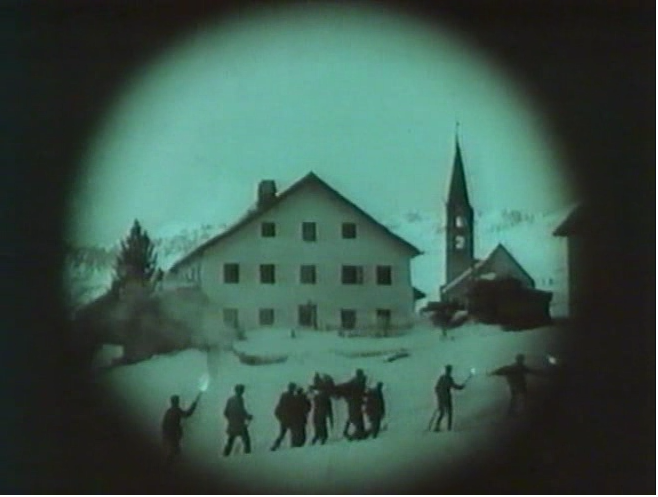
la fin

- 1er carton : Une jeune femme dont le destin était d’être mère (Mary Kid)
- 2e carton : Jeanne Vandeau, veuve et mère d'Ermète, un mineur au chômage (Mathilde Danegger)
- 3e carton : L’ingénieur George Vandeau, neveu de Jeanne (Mihály Várkonyi)
- 4e carton : 
TRIBUNAL D'INSTANCE
Le Greffe
Nous invitons Madame Jeanne Vandeau à se présenter au Greffe, afin de nous fournir des renseignements sur son fils Ermète, employé jusqu'à la semaine dernière de la Société Minière des Vosges, et disparu en volant la caisse de l'Administration
le Greffier

## Fiche technique
- Titre : L'Avalanche
- Titre original : Die Lawine
- Réalisation : Michael Kertész
- Mise en scène : Michael Kertész
- Scénario : Ladislas Vajda
- Photographie : Gustav Ucicky
- Décors : Julius von Borsody
- Genre : Drame
- Pays de production :  Autriche
- Durée : 71 minutes
- Date de sortie : 
  - Autriche : 16 octobre 1923

## Distribution
- Mihály Várkonyi : George Vandeau
- Mary Kid : Marie Vandeau
- Walter Marischka : l'Enfant
- Lilly Marischka : Kitty
- Mathilde Danegger : Jeanne Vandeau (la mère)
- Gretel Marischka
- Trude Keul